# Levy Barent Cohen
Levy Barent Cohen (* 1747 in Amsterdam; † 1808 in England) war ein englischer Finanzier und jüdischer Kommunalarbeiter (Jewish communal worker).
Der Sohn des vermögenden Amsterdamer Kaufmanns Barent Cohen ging zusammen mit seinem Bruder nach England und baute bis 1778 in London ein großes Geschäft auf. 1798 wurde er naturalisiert und schließlich als einer der führenden Kaufleute der Stadt bekannt. Er gründete einige Geschäfte und das jüdische Krankenhaus.
Er war zweimal verheiratet. Durch seine Kinder war er mit fast allen führenden jüdischen Familien in England verbunden. Hannah heiratete Nathan Mayer Rothschild, Judith den Moses Montefiore, Jessy 1816 den Meyer Davidson (* um 1785 in Deutschland; erster Agent Rothschilds) und die anderen in die Familien Goldsmid, Samuel und Lucas.